# Castellalto
Castellalto là một đô thị và thị xã của Ý. Đô thị này thuộc tỉnh Teramo trong vùng Abruzzo. Castellalto có diện tích 33 km², dân số theo ước tính năm 2007 của Viện thống kê quốc gia Ý là 7.231 người. 